# Ang Rita Xerpa
Ang Rita Xerpa (1948, Nepal - Kathmandu, 21 de setembre de 2020) fou un famós escalador. És l'única persona que ha pujat deu vegades a l'Everest sense utilització d'oxigen suplementari. Era conegut com «la pantera de les neus».